# Trésauvaux
Trésauvaux település Franciaországban, Meuse megyében. Lakosainak száma 70 fő (2022. január 1.). Trésauvaux Bonzée, Combres-sous-les-Côtes, Les Éparges, Fresnes-en-Woëvre és Saulx-lès-Champlon községekkel határos.

## Népesség
A település népessége az elmúlt években az alábbi módon változott:
| Lakosok száma | 58   | 65   | 58   | 85   | 73   | 70   | 70   | 69   | 68   | 70   |
|               | 1968 | 1982 | 1990 | 2006 | 2013 | 2015 | 2017 | 2019 | 2020 | 2022 |